# Rumpler Taube

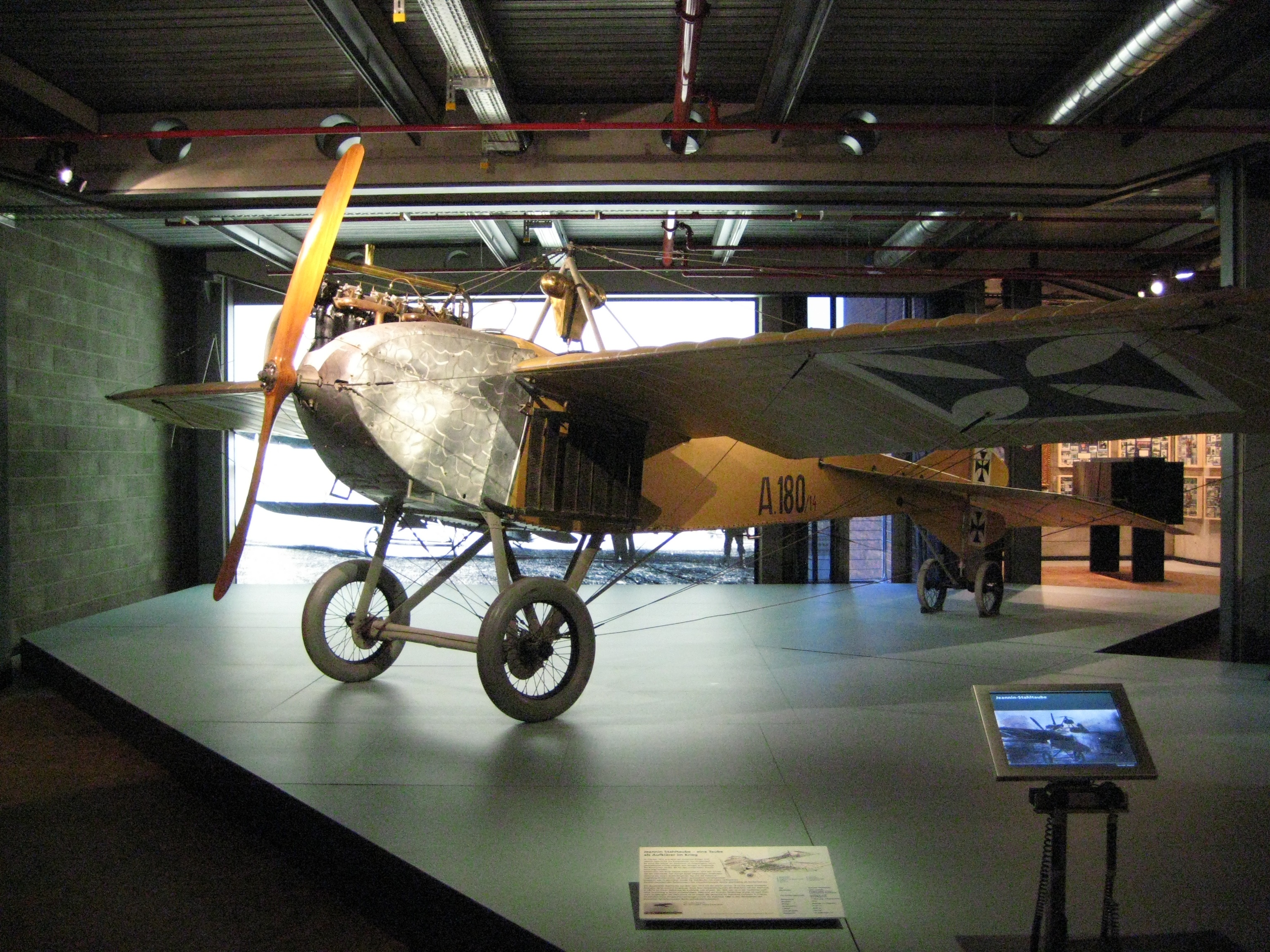
Taube gebouwd door Jeannin

De Rumpler Taube (Duits voor 'duif') was een militair eenmotorig schouderdekker verkenningsvliegtuig dat werd ontworpen door de Oostenrijkse ingenieur Igo Etrich in 1910. Het toestel is ook bekend onder de naam Etrich Taube. De eerste vlucht was in 1910 waarna het toestel onder meer werd geproduceerd door de Duitse firma Rumpler Flugzeugwerke. De Taube was een populair vliegtuig in de pioniersjaren van de luchtvaart en speelde ook een belangrijke rol tijdens het begin van de Eerste Wereldoorlog.

## Ontwerp
Het ontwerp van de Taube deed sterk denken aan een vogel, welke het vliegtuig vanaf de grond een herkenbaar silhouet gaf. De Taube werd geconstrueerd uit hout, metaal en linnen, de vleugels werden ondersteund door een web van spandraden. Het toestel had geen conventionele rolroeren; in plaats daarvan werd de besturing gerealiseerd door het vervormen van de vleugels, een techniek die bekendstaat als "vleugeltordatie" (wing warping). De Taube werd aangedreven door een 6-cilinder watergekoelde Mercedes lijnmotor en kon snelheden tot 119 km/u bereiken.

## Gebruik
De Rumpler Taube werd ingezet als verkenningsvliegtuig door onder meer de Oostenrijks-Hongaarse en Duitse strijdkrachten. Maar is ook in diverse andere landen (o.a. China, Japan en Argentinië) actief geweest. Tijdens de vroege stadia van de Eerste Wereldoorlog werd het ook gebruikt voor lichte bombardementen, waarbij piloten handmatig bommen over de rand van de cockpit lieten vallen. Vanwege zijn eenvoud en betrouwbaarheid werd het toestel ook gebruikt als trainingsvliegtuig.

## Geschiedenis
De Taube werd voor het eerst gevlogen in 1910 en was een van de eerste in serie geproduceerde vliegtuigen. Hoewel het innovatief was voor zijn tijd, werd het al snel verouderd door de snelle technologische vooruitgang tijdens de oorlog. Tegen 1916 werd het grotendeels vervangen door modernere ontwerpen. Verschillende historische Taube toestellen zijn tegenwoordig nog te zien in diverse luchtvaartmusea.